# 小坂正吉
小坂 正吉（おさか まさよし、生年不明 - 弘治3年（1557年））は、室町時代の武将。通称、小坂政吉、源九郎。田光城主。父に小坂吉俊、兄に小坂正氏がおり、子に小坂雄吉がいる。

## 概要
弘治2年（1556年）に清洲城主の織田信光が家臣の坂井大膳により殺された際、織田信長は家臣を集めて坂井を攻め、正吉もこれに参加した。対する坂井の軍勢は清洲城の南西（現在の愛知県あま市七宝町桂深田）で織田軍を待ち伏せし、これを不意に襲撃した。正吉は、周囲が田畑だったためにぬかるみに足を取られ、傷を負った。兄の小坂正氏は討死にした。